# Warszawski Dom Tańca
Stowarzyszenie Dom Tańca – stowarzyszenie z siedzibą w Warszawie. Prowadzi działania na rzecz muzyki tradycyjnej Polski Centralnej i Wschodniej.

## Opis
Organizacja powstała w 1995 roku. Głównym założeniem Domu Tańca jest poznawanie, dokumentacja i upowszechnienie  muzyki instrumentalnej, tańca i  śpiewu in crudo, czyli w ich oryginalnym brzmieniu, bez stylizacji i opracowań. Wzory działania czerpał z ruchu węgierskich Domów Tańca (Táncház), działających od lat 70 XX wieku. 
Oprócz Domu Tańca w Warszawie w Polsce działa także Dom Tańca Poznań, Radomski Dom Tańca, Dom Tańca Kraków itp.
Osoby związane z Domem Tańca jeżdżą na wieś, gdzie uczą się od starszych ludzi dawnych sposobów gry na instrumentach, śpiewu i tańca. Prowadzą warsztaty muzyczne i zajęcia z dziećmi, organizują koncerty i potańcówki z udziałem wiejskich muzykantów.
Kulminacją całorocznych działań jest Tabor Domu Tańca – letni festiwal, na którym spotykają się znawcy i miłośnicy muzyki tradycyjnej, mistrzowie i uczniowie, młodzież i artyści wiejscy starszego pokolenia.
Struktura stowarzyszenia sprzyja podejmowaniu wielu pomysłów w gronie znajomych, na wspólnych spotkaniach. Inspirującą rolę w działaniach Domu Tańca mieli również jego prezesi: Katarzyna Leżeńska, Piotr Zgorzelski, Janusz Prusinowski, Remigiusz Mazur-Hanaj, Mateusz Niwiński, Grzegorz Ajdacki. Obecnie prezesem stowarzyszenia jest Marcin Żytomirski (2016).
Dom Tańca prowadzi działania wydawnicze, do których należą: seria płytowa "In Crudo" (1999 - 2011), Kwartalnik Wędrowiec (2001-3), Biuletyn Korzenie (1995 - 2000), Zbiory pieśni i informatory o muzyce tradycyjnej powstające przy okazji różnych wydarzeń, m.in. Taborów.

## Miejsca
Ambasada Muzyki Tradycyjnej – od 2014 roku miejsce spotkań, potańcówek, warsztatów, koncertów Domu Tańca. Mieści się w drewnianym domku fińskim z ogrodem w śródmiejskim osiedlu Jazdów.
W historii działań Domu Tańca długo nie było stałego miejsca spotkań. Do miejsc w Warszawie, w których odbywały się w przeszłości różne wydarzenia należały SCEK przy Jezuickiej, MCKiS na Elektoralnej, Klub Pod Pałkami przy pl. Bankowym, Klub Kojot na Żoliborzu, Klub Punkt u Architektów, Jadłodajnia Filozoficzna, Klub U Artystów przy Mazowieckiej.

## Nagrody i wyróżnienia
Stowarzyszenie Dom Tańca otrzymało Nagrodę im. Oskara Kolberga za zasługi dla kultury ludowej.

## Formy działalności
- Zabawy przy muzyce wiejskich kapel z udziałem wiejskich tancerzy i śpiewaków;
- Wystawy fotografii archiwalnych i pokazy filmów etnograficznych;
- Tradycje świętowania dorocznego - kolędowanie z Herodami na wsi, wróżby Andrzejkowe, śpiewy wielkopostne;
- Tabor Domu Tańca - letni festiwal edukacyjno-artystyczno-naukowy, na który składają się warsztaty instrumentalne, śpiewacze, taneczne, wykłady o kulturze tradycyjnej, koncerty, potańcówki, wystawy;
- Koncerty pieśni wielkopostnych i pogrzebowych w kościołach warszawskich;
- Badania terenowe na wsi połączone z nagraniami archiwalnymi audio, foto i filmowymi;
- Archiwum muzyczne zdeponowane w Instytucie Sztuki PAN;
- Seminaria naukowe - wykłady na Uniwersytecie Warszawskim, kursy dla nauczycieli;
- Seria płyt "In Crudo" z polską muzyką ludową;
- Wydawnictwa o tematyce etnograficznej i muzycznej: Biuletyn Korzenie (1995-2004), Wędrowiec (2001-04).
- Projekty edukacyjne - zajęcia w oparciu o kulturę tradycyjną dla dzieci i młodzieży w przedszkolach, szkołach i domach kultury;
- Praca profilaktyczna z dziećmi z rodzin trudnych oraz dziećmi dysfunkcyjnymi;

## Dyskografia
- "Jest drabina do nieba" - Pieśni nabożne na Wielki Post - In Crudo 1999
- Muzyka z Domu Tańca - In Crudo 2001
- I Tabor Domu Tańca Chlewiska 2002 - In Crudo 2002
- Marian Bujak z Szydłowca - portret muzykanta - In Crudo 2002
- Harmoniści radomscy - II Tabor Domu Tańca - In Crudo 2003
- Aleksander Bobowski z Dybek - portret muzykanta - In Crudo 2004
- Powiśle Maciejowickie - In Crudo 2008
- Tabor w Szczebrzeszynie 2008 - In Crudo 2008
- Spod Niebieskiej Góry - muzyka Roztocza - In Crudo 2009